# 220a Brigada Mixta (Exèrcit Popular de la República)
La 220a Brigada Mixta va ser una unitat de l'Exèrcit Popular de la República creada durant la Guerra Civil Espanyola. Al llarg de la contesa va estar desplegada als fronts de Terol, Llevant i Extremadura.

## Historial
La unitat va ser creada el 24 d'agost de 1937, a Ciudad Real, a partir dels reemplaçaments de 1930, 1937 i 1938. Per a la prefectura de la nova 220a Brigada Mixta es va nomenar al major de milícies Ramón González Pardo, quedant la unitat agregada a la 68a Divisió del XX Cos d'Exèrcit. Com a comissari polític de la unitat fou designat el socialista Eulalio Amador Carrasco. La formació de la unitat no va arribar a estar completa fins al mes de novembre.
Posteriorment es va traslladar al costat de la resta de la divisió al front de Terol, per a prendre part en l'ofensiva republicana. El 14 de desembre va atacar el port de Villastar, posició que aconseguiria conquistar l'endemà passat. El 19 de desembre ocuparia les poblacions de Castralvo i El Castellar, aconseguint la neteja de la bossa que s'havia format al sud de Terol. El dia 21 va participar en l'assalt de la ciutat, en el flanc esquerre de la massa de maniobra republicana, però la 220a BM va sofrir un desgast tan elevat que va haver de ser retirada a rereguarda. El 30 de desembre va tornar al freni i va passar rellevar als elements de l'11a Divisió que cobria Concud, encara que l'endemà perdria aquesta localitat per la contraofensiva franquista. La brigada seria llavors retirada a Extremadura, per a ser sotmesa a una profunda reorganització.
Per al 17 de febrer de 1938 la 220a BM es trobava de tornada al front de Terol, encara que no va prendre part en els combats finals. Posteriorment va passar a quedar agregada a la 22a Divisió del XIX Cos d'Exèrcit, prenent part en la campanya de Llevant. El 3 d'abril, davant l'embranzida de les forces franquistes manades pel general Antonio Aranda Mata, la brigada es va retirar a l'àrea d'Ejulve-Villarluengo. Al començament de maig la 220a BM es trobava assignada a la Divisió «Andalusia». Situada en la zona de La Iglesuela del Cid, davant la pressió enemiga va haver d'emprendre una lenta retirada fins a assolir les defenses de la línia XYZ.
Assignada a la 6a Divisió, la unitat va ser enviada com a reforç al capdavant d'Extremadura. Per a llavors es trobava sota el comandament del tinent coronel Rogelio López Belda, antic oficial de la Guàrdia Civil. La 220a BM va prendre part en els contraatacs republicans en el riu Zújar, en direcció a la Puebla de Alcocer-Castuera, i posteriorment va passar a cobrir les posicions republicanes a l'àrea de Campanario. Durant els mesos de tardor va passar a rereguarda, en la zona de la Puebla de Alcocer i Almorchón. El gener de 1939, durant la batalla de Peñarroya, va intervenir en la ruptura del front enemic en el sector de Valsequillo, actuant com a reserva de la 107a Brigada Mixta. També va arribar a combatre en les serres dels Torozos i Mesagaras. Després del final dels combats va ser enviada a rereguarda, en la zona del Viso i Hinojosa del Duque.

## Comandaments
Comandants
- Major de milícies Ramón González Pardo;[1]
- Tinent coronel de la Guàrdia Civil Rogelio López Belda;

Comissaris
- Eulalio Amador Carrasco, del PSOE;[2]